# Hautefage-la-Tour
 Hautefage-la-Tour  là một xã thuộc tỉnh Lot-et-Garonne trong vùng Nouvelle-Aquitaine phía tây nam nước Pháp. Xã này nằm ở khu vực có độ cao trung bình 214 mét trên mực nước biển.